# Heliport Ammassivik

i7
i11
i13
Der Heliport Ammassivik (ICAO-Code: BGAS) ist ein Hubschrauberlandeplatz in Ammassivik im südlichen Grönland. Da er kein Abfertigungsgebäude besitzt, wird der Heliport auch als Helistop bezeichnet.

## Lage und Ausstattung
Der Heliport liegt im östlichen Teil des Dorfs, liegt auf einer Höhe von 71 Fuß und hat eine mit Gras bedeckte kreisrunde Landefläche mit einem Durchmesser von 30 m.

## Fluggesellschaften und Ziele
Der Heliport wird von Air Greenland bedient, die regelmäßig Flüge zum Heliport Qaqortoq und zum Heliport Nanortalik anbietet. Von dort aus kann über den Heliport Narsaq der Flughafen Narsarsuaq erreicht werden.